# Ljusgård
Ljusgård är även en äldre benämning för ljusfenomenet halo.

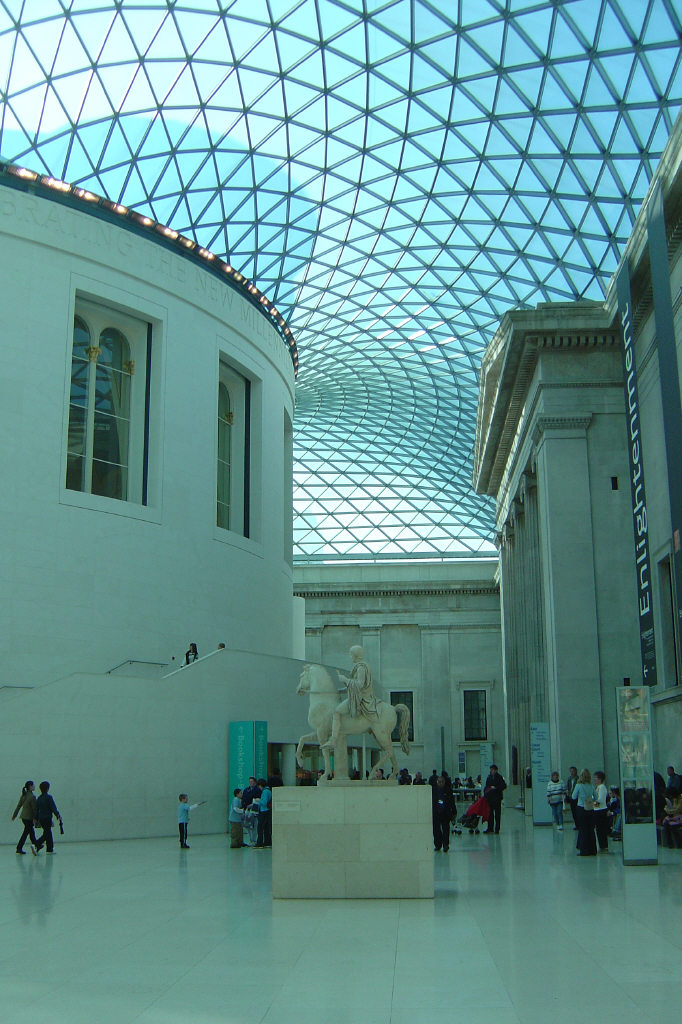
Ljusgården Great Court i British Museum i London.

En ljusgård är en ofta inglasad plats inuti en byggnad, som är öppen flera våningar uppåt eller nedåt, och som helt eller delvis är omgiven av byggnadens övriga delar.
En ljusgård används ofta som samlingsyta i någon form. Till exempel är det vanligt att kommersiella byggnader, som kontor, anlägger ljusgårdar för att kunna använda som fikaytor, restauranger eller konferenslokaler.
Ljusgårdar kan ha akustiska problem – det kan bli mycket eko när omgivande ytor (glas, betong, sten, etc.) är hårda. För att komma tillrätta med det, låter man ofta golvet ha en dämpande underyta, använder möbler med tyg och anlägger ytor med växter. Värme och solljus (främst sommartid), kan både vara ett bekymmer och ha en önskvärd effekt. Avskärmande gardiner och jalusier som styrs av värme- och ljusgivare kan lösa problemet, i alla fall delvis.